# Palác Károlyi
Palác Károlyi (maďarsky: Károlyi-palota), také Palác Károlyů, je dvoupatrová klasicistní budova na půdorysu podkovy, situovaná v ulici Károlyi utca číslo 16, v V. obvodu města Budapešť. Byl postaven v 19. století jako sídlo šlechtického rodu Károlyiů, nyní zde sídlí Muzeum literatury Sándora Petrőfiho.

## Historie

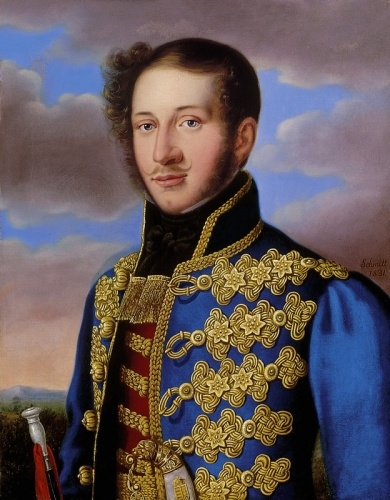
György Károlyi (1831)

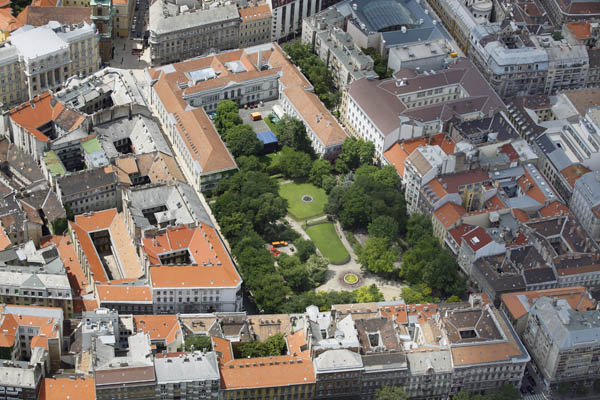
Letecký pohled na palác, dvůr a zahradu

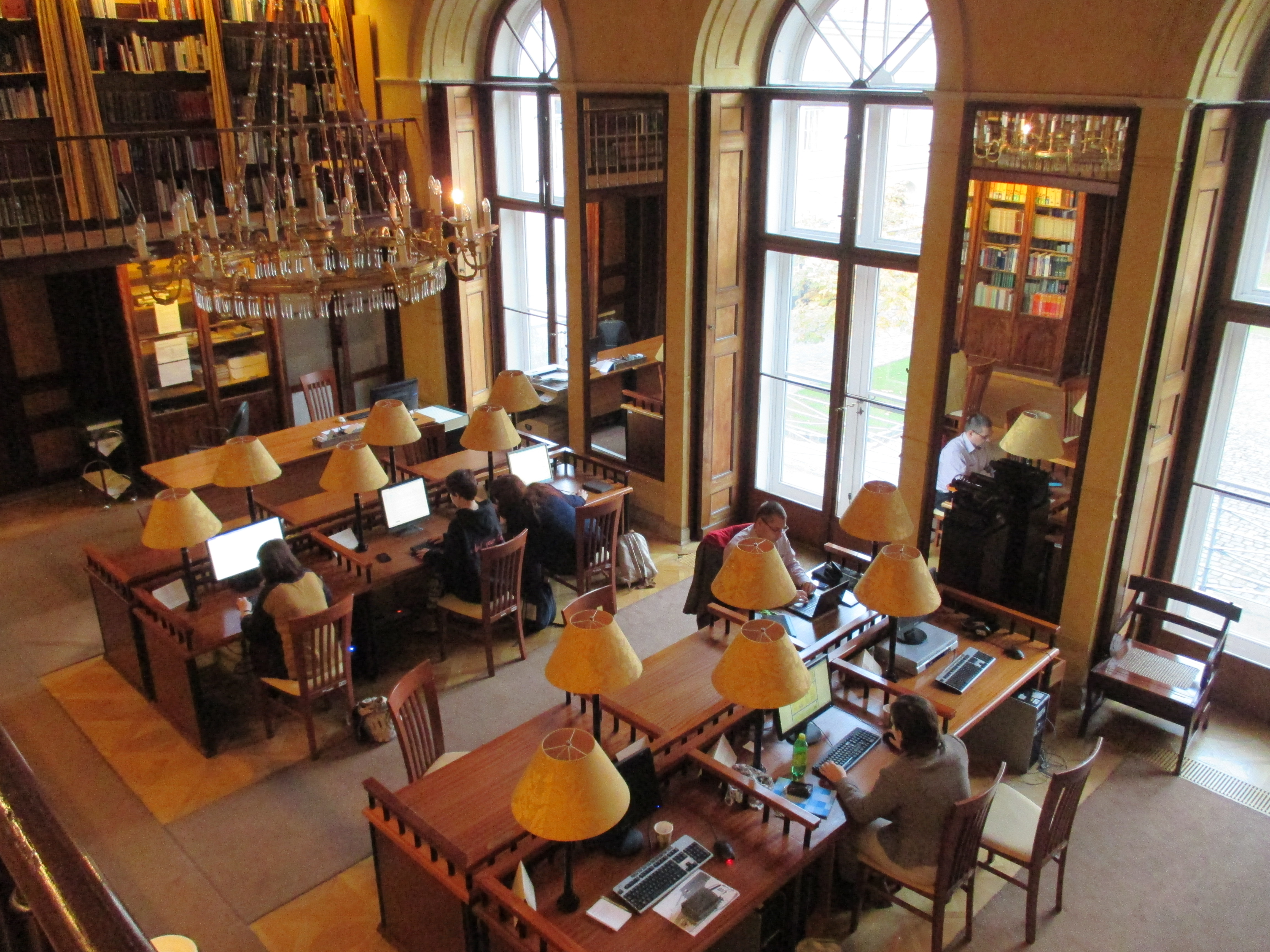
Sál adaptovaný na studovnu

Palác na parcele zaujímající celý blok vytyčené ulice dal postavit roku 1830 hrabě Karl Georg (György) Károlyi z Nágy-Károly (1802–1877) a po sňatku roku 1836 do něj přivedl svou manželku, hraběnku Karolínu Zichy zer Zichy a Vásonykeö (1818–1903). Károlyi začal svou kariéru jako voják a díky zděděnému kapitálu mohl být již od roku 1827 mecenášem Uherské akademie věd, která ho poté zvolila za svého člena. Od roku 1845 byl politikem. Manželé v paláci vychovali pět synů a jednu dceru
Po Druhé světové válce majitel hrabě Mihály Károlyi otevřel palác pro veřejnost. Od té doby je palác využíván pro kulturní účely. Roku 1954 byl zestátněn pro Muzeum literatury Petőfi (Petőfi Irodalmi Múzeum), které bylo otevřeno roku 1957.

## Architektura
Palác je klasicistní třípodlažní budova na půdorysu ve tvaru podkovy. Hlavní brána vede průjezdem do dvora se zahradou.